# Barmby on the Marsh
Barmby on the Marsh is een civil parish in het bestuurlijke gebied East Riding of Yorkshire, in het Engelse graafschap East Riding of Yorkshire met 372 inwoners.